# C
C \ سي \ الحرف الثالث من الأبجدية اللاتينية.

## الترميز في الحاسوب
الترميز (Unicode) للحرف الكبير C هو U+0043 والصغير c هو U+0063. شفرة الآسكي للحرف الكبير 67 والصغير 99. في نظام العد الثنائي الحرف الكبير 01000011 والصغير 01100011. شفرة كود التبادل الموسع للترميز العشري الثنائي للحرف الكبير 195 وللصغير 131. في HTML وXML الحرف الكبير يكتب "C" والصغير "c".

## استخدامات أخرى
- C, مسلسل رسوم متحركة من اليابان